# Laokoon-Gruppe

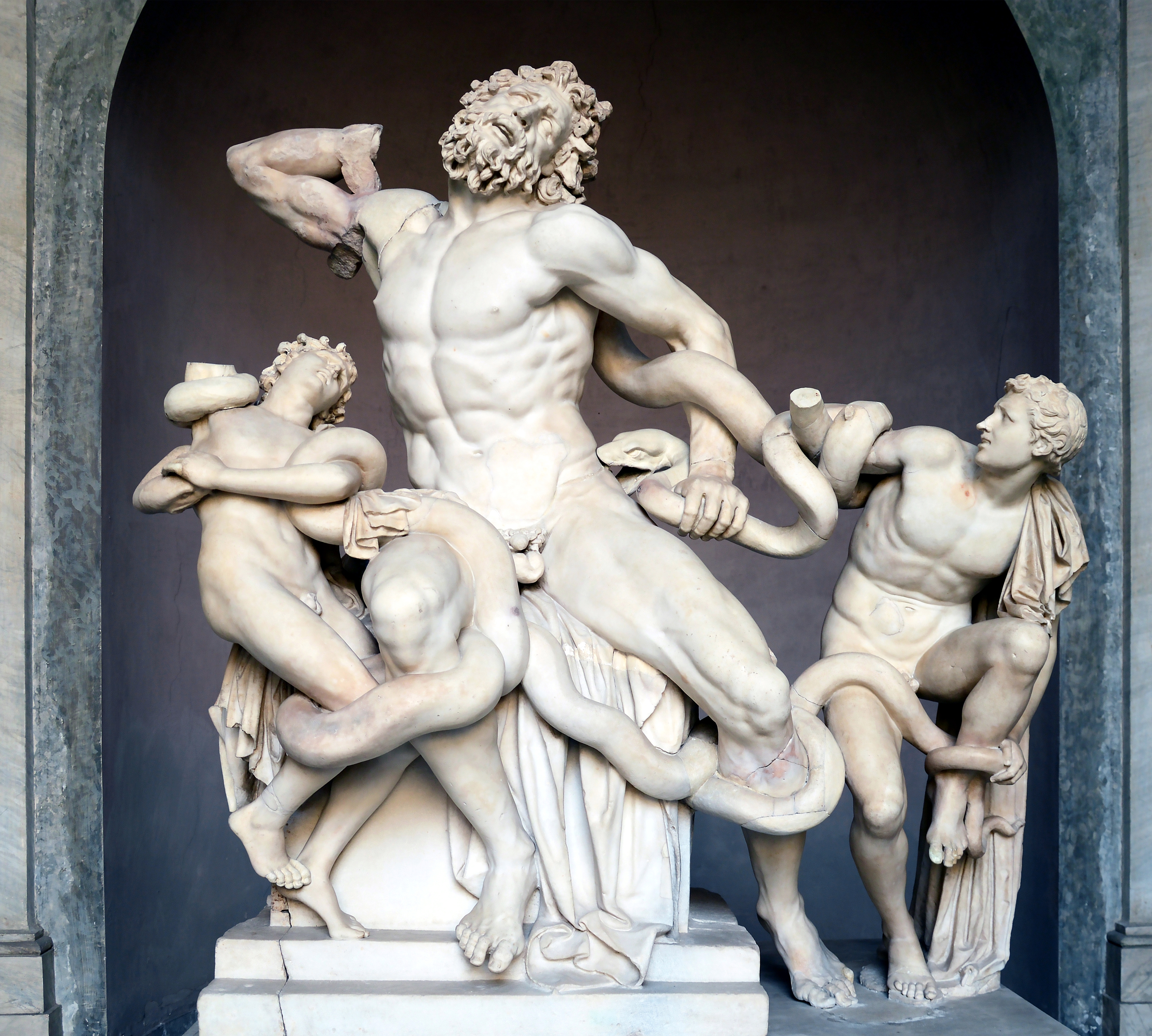
Frontalansicht der Laokoon-Gruppe

Die Laokoon-Gruppe in den Vatikanischen Museen ist die bedeutendste Darstellung des Todeskampfs Laokoons und seiner Söhne in der bildenden Kunst. Das Werk wurde bereits von Plinius dem Älteren besonders gelobt und erlangte nach seiner Wiederentdeckung 1506 große Bedeutung in der europäischen Geisteswelt. Die 1,84 Meter hohe, aus Marmor gefertigte Skulptur wird auf die zweite Hälfte des 1. Jahrhunderts v. Chr. oder das 1. Jahrhundert n. Chr. datiert und den Bildhauern Hagesandros, Polydoros und Athanadoros aus Rhodos zugeordnet.

## Inhalt und Datierung

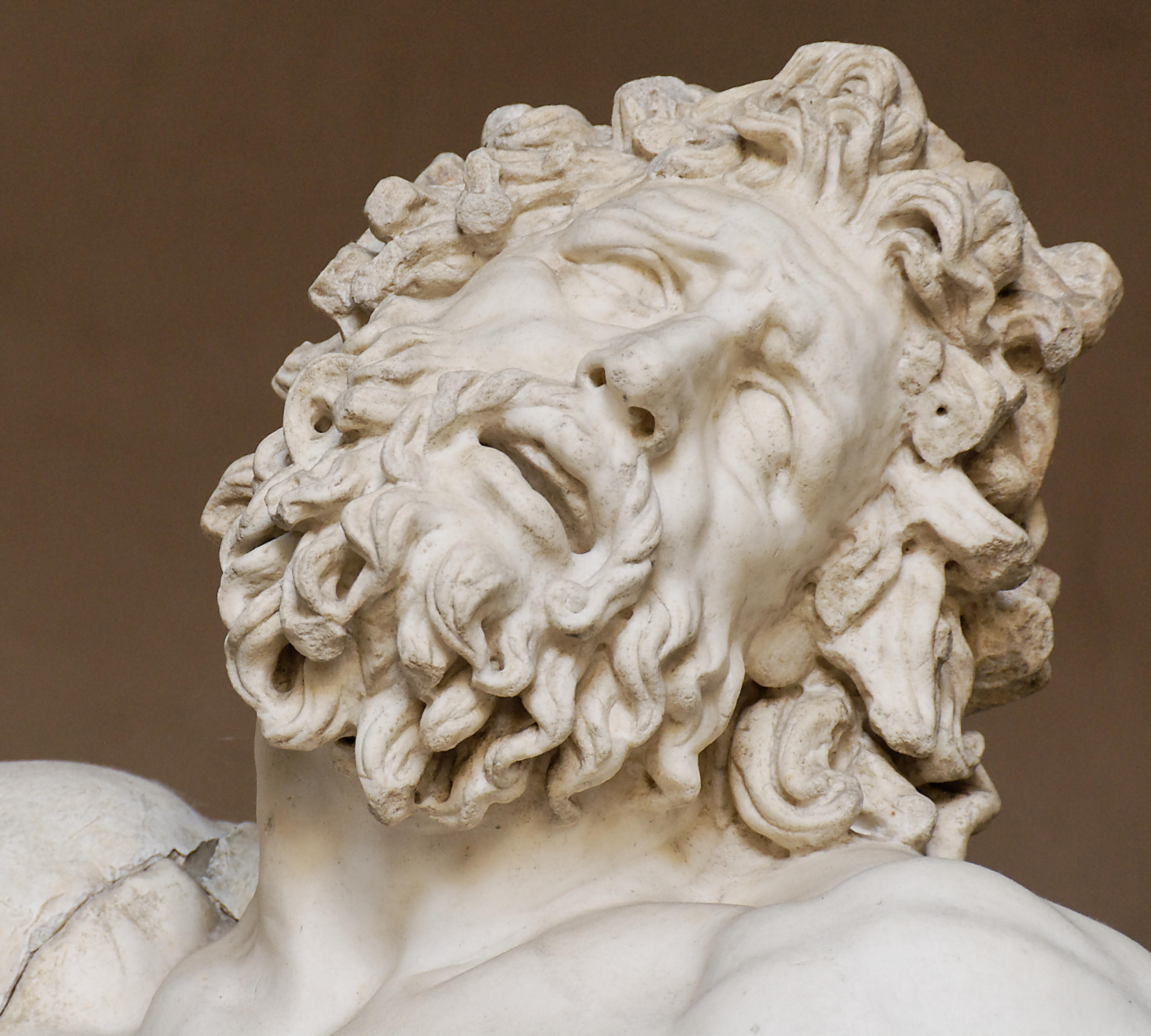
Detail: Das leidende Gesicht Laokoons

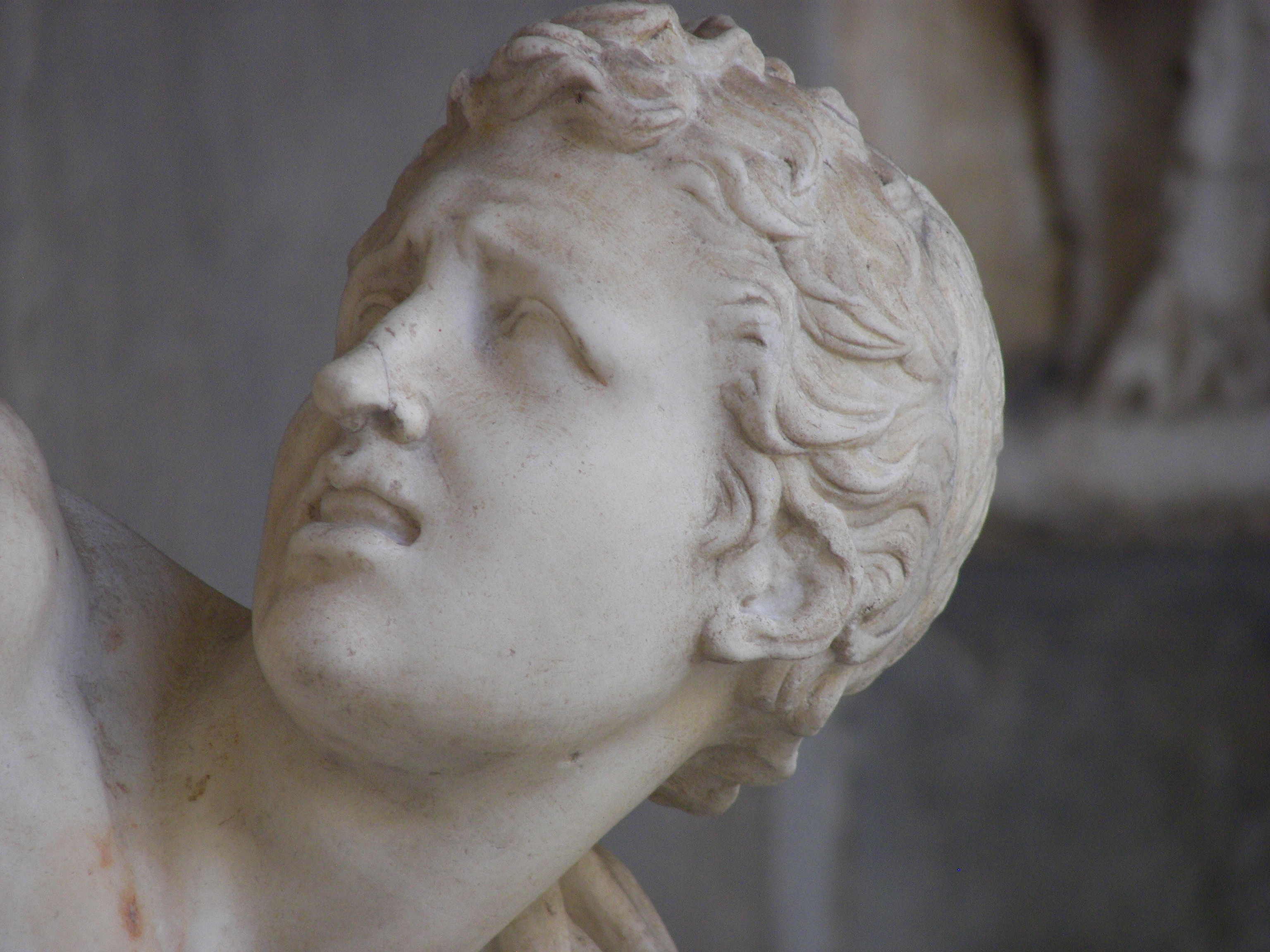
Detail: Der Kopf eines der beiden Söhne

Die Laokoon-Gruppe stellt eine Szene aus dem Mythos um Laokoon dar. Dieser gehört in den Themenkreis des Trojanischen Krieges. Die antiken Schilderungen der Laokoon-Geschichte variieren in zahlreichen Einzelheiten, doch das gemeinsame Element ist, dass eine Gottheit zwei Schlangen schickt, die Laokoon und seine beiden Söhne angreifen und töten (nach einer Variante überlebt einer der Söhne). Als Grund für diese Bestrafung wird entweder ein Frevel Laokoons genannt, der mit seiner Frau im Tempel des Apollon Geschlechtsverkehr gehabt habe, oder die Tötung wird als taktischer Schachzug Athenes erklärt, die verhindern möchte, dass die Trojaner Laokoons Warnungen vor dem Trojanischen Pferd Glauben schenken.
Der Laokoon-Mythos wurde in der antiken Kunst nur selten abgebildet. Von den wenigen Darstellungen ist die Laokoon-Gruppe die mit Abstand bekannteste. Sie zeigt den Priester auf einem Altar stehen, zu seinen beiden Seiten jeweils ein Sohn. Von der (vom Betrachter aus gesehen) rechten Seite werden die drei von zwei Schlangen angegriffen und völlig umwickelt. Einige moderne Betrachter interpretierten die Statue so, dass einer der beiden Söhne weniger hoffnungslos den Schlangen ausgeliefert ist und die Möglichkeit hat, sich zu retten. Damit eng verbunden ist die Frage, auf welche schriftlichen Versionen die Laokoon-Gruppe Bezug nimmt: Sollten die Bildhauer eine Fassung verarbeitet haben, in der beide Söhne zu Tode kommen, wäre anzunehmen, dass sie die Fassung in der Aeneis des Vergil kannten, durch die diese Darstellung geprägt wurde. Dies wiederum würde bedeuten, dass die Laokoon-Gruppe nach der Aeneis entstanden ist, also frühestens im späten 1. Jahrhundert v. Chr. (Terminus post quem).
Generell plädiert die Mehrzahl der Forscher für eine Datierung der Statuengruppe in die Zeit Neros (regierte 54–68 n. Chr.) oder des flavischen Kaiserhauses Zeit (69–96 n. Chr.), wobei das Todesjahr Plinius des Älteren (79 n. Chr.) den spätestmöglichen Zeitpunkt definiert. Einzelne Autoren argumentieren demgegenüber, dass die heute erhaltene Laokoon-Gruppe aus der frühesten Kaiserzeit stammt und möglicherweise ein früheres Kunstwerk kopiert. Diese nicht erhaltene Vorlage wird als hellenistische Bronzeplastik rekonstruiert und in das 2. Jahrhundert v. Chr. datiert. Der deutsche Archäologe Bernard Andreae führte als Argument für diese Rekonstruktion der Entstehungsgeschichte unter anderem an, dass die heute vorliegende römische Marmorversion starke Bezüge zur Kunst des hellenistischen Attalidenreiches und seiner Residenzstadt Pergamon aufweise (unter anderem dem Pergamonaltar und den Attalischen Weihgeschenken).
2016 haben Susanne Muth und Luca Giuliani eine Neuinterpretation der Skulptur vorgeschlagen: Der verkrampfte rechte Arm des Laokoon spreche für eine starke Zugwirkung nach oben. Daher sei dort – anders als in der Rekonstruktion der Renaissance – der Kopf und nicht das Schwanzende der zweiten Schlange zu verorten. Laokoon sei folglich weniger als Held, sondern vielmehr als Opfer der Schlange als übermächtiger Naturgewalt zu verstehen.

## Antike Wahrnehmung und moderne Wiederentdeckung

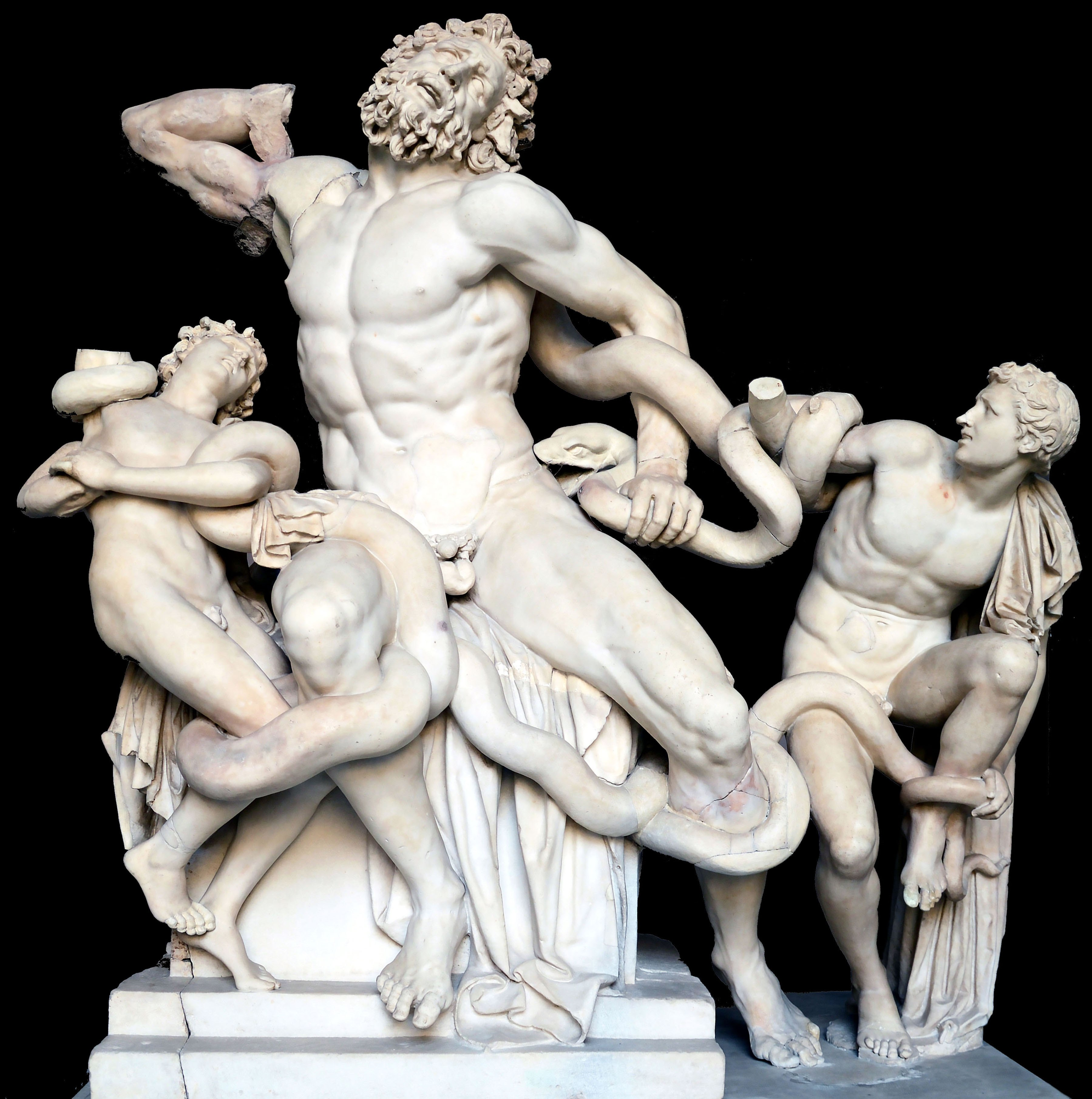
Die Laokoon-Gruppe in den Vatikanischen Museen

Die Laokoongruppe, wie sie vor dem Auffinden des Armes ergänzt worden war

Die Laokoon-Gruppe wurde bereits in der Antike als bedeutendes Kunstwerk wahrgenommen. Plinius der Ältere rühmt sie ausdrücklich in seinem Werk Naturalis historia mit den Worten, sie sei allen (gemalten) Bildern oder Werken der Bildniskunst (Bildhauerei oder Bronzegüssen) vorzuziehen und auf Beschluss eines kaiserlichen Rates von drei rhodischen Künstlern – Hagesandros, Polydoros und Athenodoros – (wie) aus einem einzigen Stein geschaffen worden.
Die Marmorskulptur wurde am 14. Januar 1506 von Felice de Fredis in seinen Weinbergen nahe den Ruinen des Goldenen Hauses Neros auf dem Esquilin in Rom wiedergefunden. Für die Menschen der Renaissance, die eben begonnen hatten, sich für die Antike zu begeistern, war der Fund aufsehenerregend. Im Auftrag von Papst Julius II. wurden der Architekt Giuliano da Sangallo und der Bildhauer und Maler Michelangelo Buonarroti zu de Fredis geschickt. Mit den Worten „Das ist der Laokoon, den Plinius erwähnt“ soll Sangallo die Echtheit des Fundes bestätigt haben. Noch im März des Jahres 1506 wurde die Laokoon-Gruppe Papst Julius II. übergeben, der sie in seine persönlichen Besitztümer übernahm. Dem Finder wurden als Lohn die Zolleinnahmen der Porta San Giovanni in Rom zugesprochen, eine weitere Belohnung von 1500 Dukaten unter dem nächsten Papst Leo X. und eine letzte Ruhestätte in der Kirche Santa Maria in Aracoeli auf dem Kapitol. Seitdem befindet sich die Gruppe in den Vatikanischen Museen in Rom, mit einer kurzen Unterbrechung zwischen 1798 und 1815, als sie sich nach Abschluss des Vertrages von Tolentino als Kriegsbeute in Paris befand.
1905 wurde der rechte Arm des Laokoon von Ludwig Pollak, einem Archäologen und Kunsthändler, gefunden und der vorher als gestreckt ergänzte Arm im Jahr 1960 durch das im Ellenbogen angewinkelte Original ersetzt. Dabei wurden auch Ergänzungen bei den Söhnen (der rechte Arm des Sohns zu seiner Rechten und die rechte Hand des Sohns zu seiner Linken) entfernt.

## Einfluss auf Kunst und Kunsttheorie
Die Laokoon-Gruppe erlangte einen außerordentlichen Einfluss auf bildende Kunst und Kunsttheorie – sie regte unter anderem im Jahre 1766 den Dichter Gotthold Ephraim Lessing zu seiner Abhandlung Laokoon oder Über die Grenzen der Malerei und Poesie an, in der er die Unterschiede zwischen bildender Kunst und Literatur herausarbeitete. Auch Johann Joachim Winckelmann und Goethe beschäftigten sich in eigenen Arbeiten dezidiert mit der Laokoon-Gruppe. Die Wiederentdeckung der Laokoon-Gruppe erregte in der Renaissance großes Aufsehen.

„Laokoon war den Künstlern im alten Rom ebendas, was er uns ist: des Polyklets Regel; eine vollkommene Regel der Kunst … Das allgemeine vorzügliche Kennzeichen der griechischen Meisterstücke ist endlich eine edle Einfalt und eine stille Größe, sowohl in der Stellung als im Ausdruck. So wie die Tiefe des Meeres allezeit ruhig bleibt, die Oberfläche mag noch so wüten, ebenso zeigt der Ausdruck in den Figuren der Griechen bei allen Leidenschaften eine große und gesetzte Seele. Diese Seele schildert sich in dem Gesichte des Laokoon, und nicht in dem Gesichte allein, bei dem heftigsten Leiden. Der Schmerz, welcher sich in allen Muskeln und Sehnen des Körpers entdeckt und den man ganz allein, ohne das Gesicht und andere Teile zu betrachten, an dem schmerzlich eingezogenen Unterleibe beinahe selbst zu empfinden glaubt, dieser Schmerz, sage ich, äußert sich dennoch mit keiner Wut in dem Gesichte und in der ganzen Stellung. Er erhebt kein schreckliches Geschrei, wie Virgil von seinem Laokoon singt. Die Öffnung des Mundes gestattet es nicht; es ist vielmehr ein ängstliches und beklemmtes Seufzen, wie es Sadolet beschreibt. Der Schmerz des Körpers und die Größe der Seele sind durch den ganzen Bau der Figur mit gleicher Stärke ausgeteilt und gleichsam abgewogen. Laokoon leidet, aber er leidet wie des Sophokles Philoktetes: sein Elend geht uns bis an die Seele, aber wir wünschten, wie dieser große Mann das Elend ertragen zu können.“

„Ich getraue mir daher nochmals zu wiederholen: daß die Gruppe des Laokoon neben allen übrigen anerkannten Verdiensten zugleich ein Muster sei von Symmetrie und Mannigfaltigkeit, von Ruhe und Bewegung, von Gegensätzen und Stufengängen, die sich zusammen teils sinnlich, teils geistig dem Beschauer darbieten, bei dem hohen Pathos der Vorstellung eine angenehme Empfindung erregen und den Sturm der Leiden und Leidenschaft durch Anmut und Schönheit mildern.“

## Adaptionen
Die Wiederentdeckung der Laokoon-Gruppe hatte eine weitreichende Einflussnahme in die Kunst der Renaissance in Italien. Diese Einflüsse machten sich noch bis hin zum Barock bemerkbar. Künstler wie Michelangelo waren von der Größe und der Ästhetik des Hellenismus in hohem Maße beeindruckt, besonders bezogen auf die Anatomie und allgemeine Darstellungsweise der männlichen Protagonisten. In Skulpturen Michelangelos wie Sterbender Sklave oder Gefesselter Sklave, die für das Juliusgrabmal von Julius II. geschaffen wurden, lässt sich dieser Einfluss der Gruppe und auch des Torso vom Belvedere auf den Künstler am anschaulichsten aufzeigen. Auch die Sixtinische Kapelle lässt sich in der Körperdarstellung der Deckenbemalungen in Verbindung mit der körperlichen Beschaffenheit der Laokoon-Gruppe bringen.

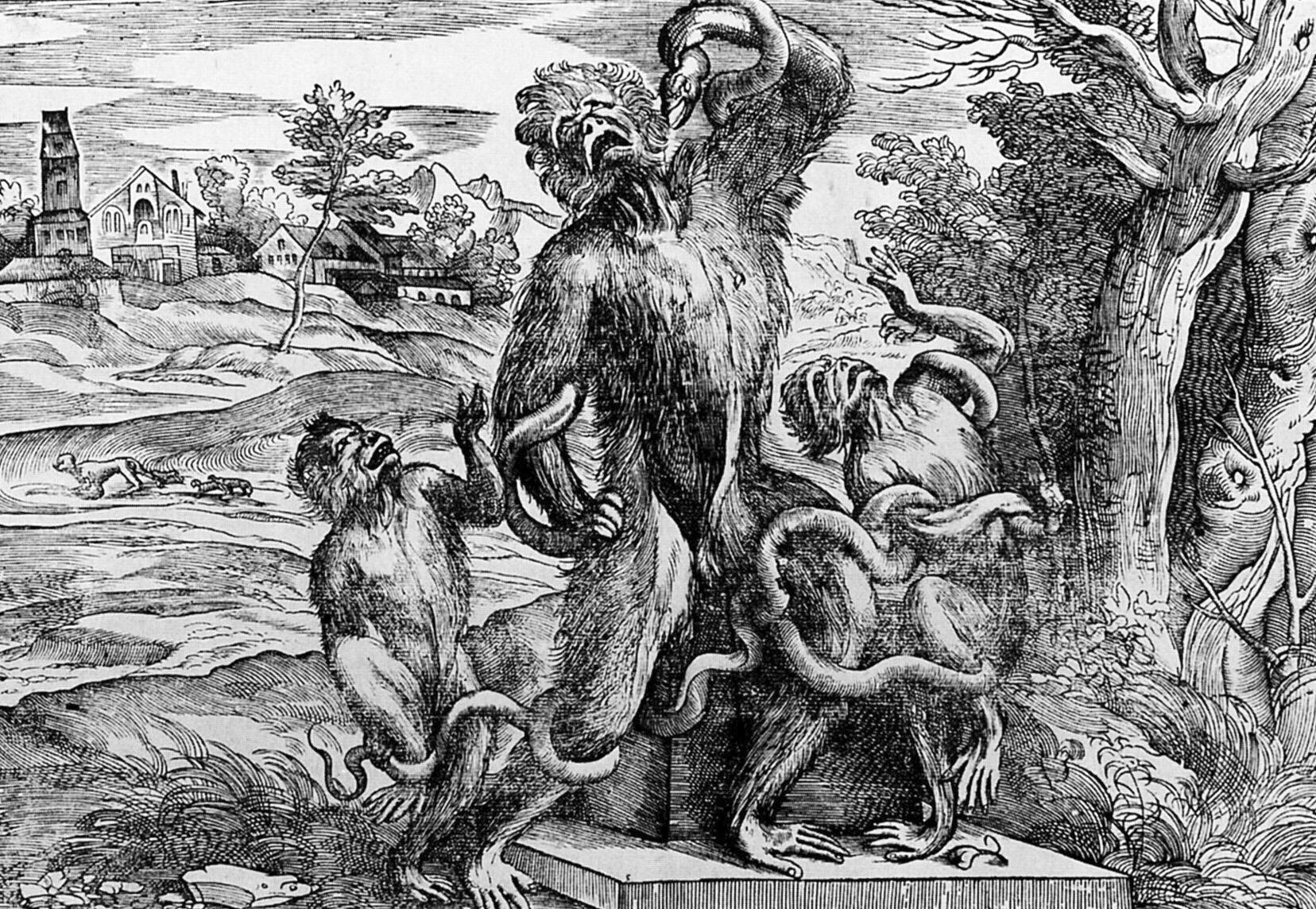
Karikatur der Laokoon-Gruppe mit Affen als Protagonisten

Ein spezifisches Werk, das nach der Laokoon-Gruppe entworfen wurde, ist die Affenkarikatur, ein Holzschnitt, vermutlich nach einem Entwurf von Tizian entstanden und von Niccoló Boldrini geschnitten. Die Darstellung zeigt drei Affen in gleicher Manier angeordnet wie die Laokoon-Gruppe, vor eine ländliche Szene gesetzt. Der Hintergrund ähnelt hierbei sehr einem Stich, der Domenico Campagnola zugeschrieben wird, daher lässt sich die Karikatur auf etwa 1520 bis 1560 datieren, obwohl sie keinerlei Datierung oder Signierung aufweist. Zusätzlich gibt uns ein weiteres Werk des Stechers Niccoló Boldrinis Auskunft über die Zusammenarbeit mit Tizian, das Werk Venus und Amor trägt sowohl die Signaturen des Künstlers und des Holzschneiders des Cinquecento als auch das Jahr 1566. Sie befindet sich im Metropolitan Museum of Art.
Die Karikatur wurde zunächst als Satire auf eine Kopie der Laokoon-Gruppe von Baccio Bandinelli gehalten, der in Florenz tätig war und dessen Kopien der Gruppe oft als schwerfällig und plump angesehen wurden. Eine andere Theorie stellt Horst W. Janson auf, er bezieht die Karikatur auf den Disput zwischen den Gelehrten Andreas Vesalius und Galenos, in der Vesalius seinen Vorgänger dahingehend bezichtigt, seine anatomischen Kenntnisse nur durch die Obduktion von Affen erlangt zu haben. Eine endgültige Antwort auf die Frage, worauf sich die Affenkarikatur bezieht, kann nach bisherigem Forschungsstand nicht gegeben werden.